# 秘密花園 (2020年電影)
《秘密花園》（英語：The Secret Garden）是一部2020年英國奇幻劇情片，由馬可·曼登執導，傑克·索恩編劇，大衛·海曼與蘿西·艾莉森監製。該片改編自法蘭西絲·霍森·柏納特創作的1911年同名小說，由柯林·佛斯、茱莉·華特絲和迪克西·艾格莉克絲（Dixie Egerickx）領銜主演。劇情講述一名孤兒女孩被送到姨丈家住後，她意外發現了一座乏人問津的約克郡莊園當中的秘密。
《秘密花園》2020年10月23日於英國上映。

## 演員
- 迪克西·艾格莉克絲（Dixie Egerickx）飾演瑪莉·雷諾士（Mary Lennox）
- 柯林·佛斯飾演阿奇博爾德·凱拉文（Archibald Craven）
- 茱莉·華特絲飾演梅洛克女士（Mrs. Medlock）
- 伊丹·哈赫斯特（Edan Hayhurst）飾演柯林（Colin）
- 阿米爾·威森（Amir Wilson）飾演狄克森（Dickon）
- 伊西絲·戴維斯（Isis Davis）飾演瑪莎（Martha）
- 梅芙·德莫迪（英语：Maeve Dermody）飾演艾莉絲（Alice）

## 製作
2016年6月，通道影業將與盛日影业合作推出法蘭西絲·霍森·柏納特小說《秘密花園》的新改編電影，傑克·索恩被聘來編寫劇本。2018年1月，馬可·曼登將擔任導演。柯林·佛斯和茱莉·華特絲於2018年4月簽約參演，該片將於當月底開始拍攝。該片的取景地包括約克郡、伊福德莊園及博德南特花園的國家信託站。其他地點還包括了北約克郡的特雷巴花園、康瓦耳、阿伯茲伯里熱帶花園、多塞特郡與拼圖木、迪恩森林，以及赫爾姆斯利圍牆花園（Helmsley Walled Garden）。

## 發行
《秘密花園》最初定於2020年4月7日英國上映，由通道影業負責。2020年3月13日，宣布由於受到2019冠狀病毒病疫情影響，電影將推遲至2020年8月14日上映。之後，英國檔期又改為2020年10月23日。
該片於2018年5月被全路娛樂收購，以負責電影在北美的發行。2019年3月，北美發行權改被STX影業收購。

## 外部連結
- 互联网电影数据库（IMDb）上《秘密花園》的资料（英文）